# Guerra civil peruana de 1867
La guerra civil peruana de 1867, conocida también como la revolución de 1867, fue un conflicto que libraron las fuerzas revolucionarias encabezadas por el general Pedro Diez Canseco (en Arequipa) y el coronel José Balta (en Chiclayo) contra el gobierno del presidente Mariano Ignacio Prado, cuyo mandato se consideraba constitucionalmente cuestionable.

## Contexto
El general Mariano Ignacio Prado había llegado al poder en 1865 tras una revolución victoriosa contra el gobierno del general Juan Antonio Pezet. Prado se proclamó Dictador y dirigió victoriosamente la guerra contra España, cuya última acción fue el combate del Callao del 2 de mayo de 1866.
Finalizado el conflicto internacional, Prado quiso legitimar su gobierno. El 28 de julio de 1866 dio un decreto para convocar a elecciones para Presidente de la República y un Congreso Constituyente. Este último se encargaría de escrutar los resultados de las elecciones presidenciales y proclamar al presidente electo, para luego enfocarse a la redacción de una nueva carta magna, en reemplazo de la Constitución moderada de 1860. Dichos comicios se realizaron en octubre de 1866, en los que Prado, sin renunciar al poder, postuló para Presidente de la República.

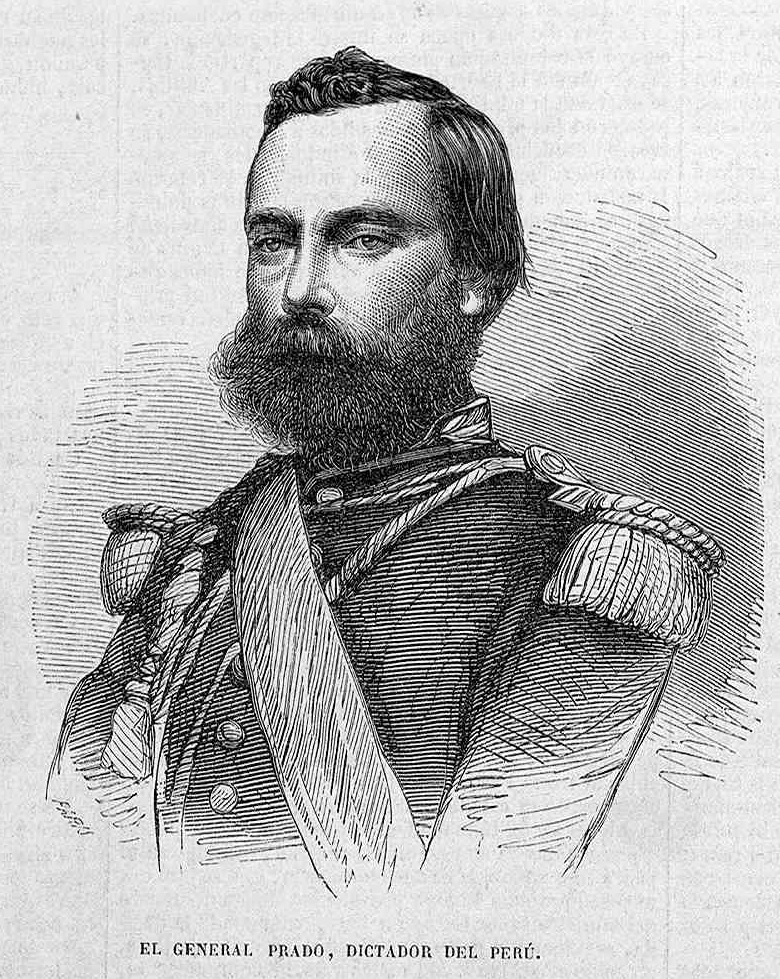
El presidente Mariano Ignacio Prado. Dictador de 1865 a 1867 y Presidente Constitucional en 1867. Años después, volvería a ocupar la presidencia (1876-1879).

El Congreso Constituyente se instaló el 15 de febrero de 1867. Ese mismo día Prado se despojó de su autoridad dictatorial y fue designado por el Congreso como Presidente Provisional, mientras se proclamaba al Presidente Constitucional elegido en las elecciones de octubre. Pero como Prado era el candidato electo en dichos comicios, este mandato provisorio resultaba constitucionalmente anómalo.
De otro lado, el Congreso Constituyente, dominado por los liberales, se dedicó a redactar una nueva Constitución Política. Esto provocó un gran descontento en la población. En defensa de la Constitución de 1860, el ya veterano mariscal Ramón Castilla organizó su última aventura revolucionaria, en la provincia de Tarapacá, pero falleció en pleno desierto, cerca de Tiliviche, el 30 de mayo de 1867. No obstante, dejó encendida la chispa revolucionaria.
La nueva Constitución Política que elaboró el Congreso de 1867 era fuertemente liberal, incluso más que la Constitución de 1856, que había sido su modelo. Fue promulgada el 29 de agosto de 1867. Dos días después, el 31 de agosto, Prado fue proclamado Presidente Constitucional, aunque apenas gobernaría por unos meses.

## Estallido de la revolución
La revolución estalló en Arequipa donde la ciudadanía se negó a jurar la Constitución de 1867, que fue quemada en la Plaza de Armas, el 11 de setiembre de 1867. Los revolucionarios alzaron la bandera de la defensa de la Constitución de 1860. Como jefe de la revolución fue reconocido el general arequipeño Pedro Diez Canseco, por ser el vicepresidente del último gobierno constitucional reconocido por los revolucionarios, el de Pezet, pese a que ese periodo ya había finalizado. El caudillo arequipeño estaba asesorado por el magistrado y político, también arequipeño, Juan Manuel Polar y Carasas. En Lima, conspiraba su hermano, el general Francisco Diez Canseco.
Simultáneamente se prendió otro foco revolucionario en el norte, en Chiclayo, encabezado por el coronel José Balta.

## Sitio de Arequipa
El 12 de octubre de 1867, Prado encargó el poder al presidente del Consejo de Ministros, general Luis La Puerta, y al frente de un ejército de poco más de 3.000 hombres, marchó al sur, con el propósito de sofocar la revolución de Arequipa. 
Prado desembarcó en Islay el 16 de octubre y avanzó hacia Arequipa, que se atrincheró, siguiendo la larga tradición republicana de resistencia de sus habitantes. Un grupo de revolucionarios salieron temerariamente de la ciudad y sorprendieron a una columna gobiernista en Congata, causando este triunfo gran regocijo en la población arequipeña. 
El 19 de noviembre ocurrió el primer intento de Prado de tomar la ciudad, produciéndose un combate que duró de las cinco de la mañana hasta las seis de la tarde. Ese mismo día se inició el asedio de Arequipa, que fue muy severo. Los defensores habían construido trincheras para bloquear el acceso, sobre todo en la torrentera de San Lázaro y en la Antiquilla. Esta última tenía el propósito de detener al enemigo, si intentaba cruzar el puente viejo, más tarde bautizado como “Puente Bolognesi”.
Las fuerzas gobiernistas usaron un cañón de 68, con una longitud de cinco metros, peso de cinco toneladas y alcance de ocho km. A cada disparo de esta aterradora arma, los arequipeños contestaban con repique de campanas, algazara y fuego nutrido de fusilería desde sus parapetos. Prado dispuso el empleo de otro cañón todavía más grande y pesado, el Blackley de 300, al que fue desembarcado en Islay con grandes dificultades. Una partida de intrépidos revolucionarios, al mando del coronel Andrés Segura, incursionó en la retaguardia enemiga, y procedió a “clavar el cañón”, es decir, a inutilizarlo. También destruyeron la línea telegráfica que unía Arequipa con la costa, para que así las noticias demoraran más en llegar al cuartel de los gobiernistas.
El 27 de diciembre de 1867, Prado ordenó un segundo asalto. Los arequipeños, detrás de los parapetos de sillar, se defendieron tenazmente. Incluso las mujeres tomaron parte en la lucha, arrojando contra los asaltantes, cubos de agua hirviente. Algunos soldados del gobierno se rindieron e incluso se plegaron a los revolucionarios.
Prado decidió entonces volver a Lima, con su ejército reducido a 1.800 hombres de los 3.000 que originalmente lo componían. 

## Asedio de Chiclayo

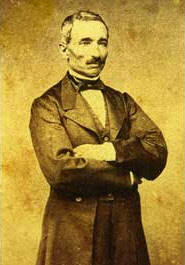
El coronel José Balta, jefe de la revolución en Chiclayo. En 1868 llegó a la presidencia de la República.

José Balta era conocido en Chiclayo como agricultor y por haberse sublevado en 1864 contra el Tratado Vivanco-Pareja, uniéndose al entonces coronel Mariano Ignacio Prado en la revolución contra el gobierno Pezet, acusado de mostrarse débil ante las arrogantes exigencias de la Escuadra Española del Pacífico. Pero cuando el ya consagrado presidente Prado se hizo impopular, no tuvo reparos en encabezar la rebelión en Chiclayo, al mando de 150 hombres mal armados.
Cuando las fuerzas gobiernistas avanzaron a Chiclayo, Balta propuso a la población retirarse a Huaraz, para así evitar los efectos devastadores de una lucha, pero los chiclayanos se lo impidieron. Balta organizó entonces la defensa de la ciudad y estableció su cuartel en el local del Colegio San José. Como detalles anecdóticos, el caudillo tuvo como secretario al ilustre Ricardo Palma (que escribió al respecto una de sus tradiciones) y como cronista de campaña a Carlos Augusto Salaverry, otro ilustre literato. Por esos días se hizo popular en Chiclayo un baile llamado la conga, que se cantaba a los acordes de esta melodía:

De los coroneles,

¿cuál es el mejor?
El coronel Balta

se lleva la flor.

Durante 26 días, los chiclayanos enfrentaron con éxito a las tropas de gobierno mejor armadas y más numerosas.

## Renuncia de Prado y fin de la guerra

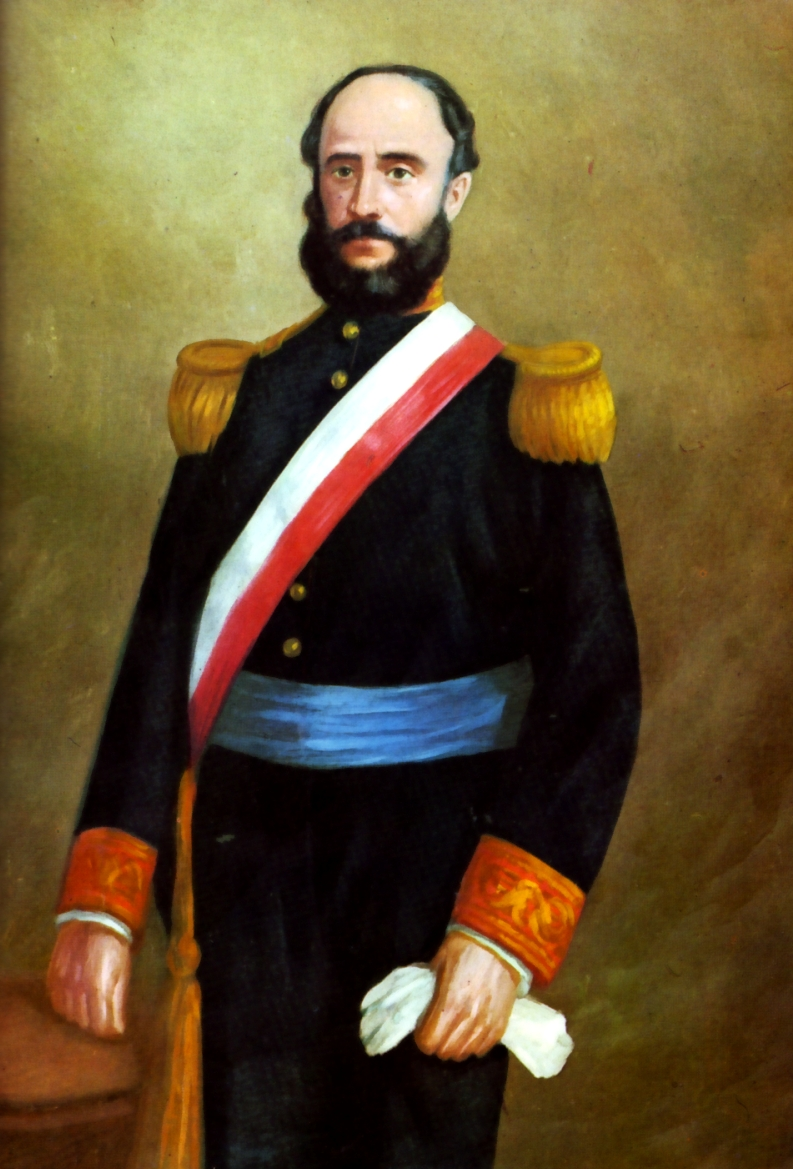
El general Pedro Diez Canseco, caudillo de la revolución de 1867, asumió el poder en 1868, por ser el vicepresidente del anterior gobierno de Pezet (el último de carácter constitucional, según los revolucionarios de 1867).

Fracasado su intento de tomar Arequipa, Prado se embarcó hacia el Callao, adonde llegó el 5 de enero de 1868. Un cabildo abierto demostró el descontento popular a su gobierno, y Prado se vio obligado a renunciar en la persona del general Luis La Puerta. Pero el día 8 de enero llegó al Callao el general Francisco Diez Canseco, quien asumió provisoriamente el poder hasta el día 22 de enero, cuando lo entregó a su hermano, el general Pedro Diez Canseco. De esa manera, este personaje asumió por tercera vez la presidencia provisoria (anteriormente lo hizo en 1863 y en 1865). Se restableció la Constitución de 1860 y se convocó a elecciones en las que resultó triunfante José Balta.